# Crise de la fin de siècle en Italie
La crise de la fin de siècle (crisi di fine secolo en italien) est le nom donné à la crise politique qui s'est déroulée en Italie dans la dernière décennie du XIXe siècle sur fond de mouvements sociaux durement réprimés. Débutant à la fin de la décennie précédente, marquée par le scandale de la Banca Romana, elle atteint son paroxysme avec la répression sanglante des révoltes populaires de 1898 à Milan et l'assassinat du roi Humbert Ier, le 29 juillet 1900, et trouve sa résolution dans les réformes initiées au cours de l'ère giolittienne.